# NGC 6747
NGC 6747 ist eine elliptische Galaxie vom Hubble-Typ E im Sternbild Drache am Nordsternhimmel. Sie ist schätzungsweise 528 Millionen Lichtjahre von der Milchstraße entfernt.
Das Objekt wurde am 31. Oktober 1886 von Lewis Swift entdeckt.